# Diakonessenhuis (Groningen)

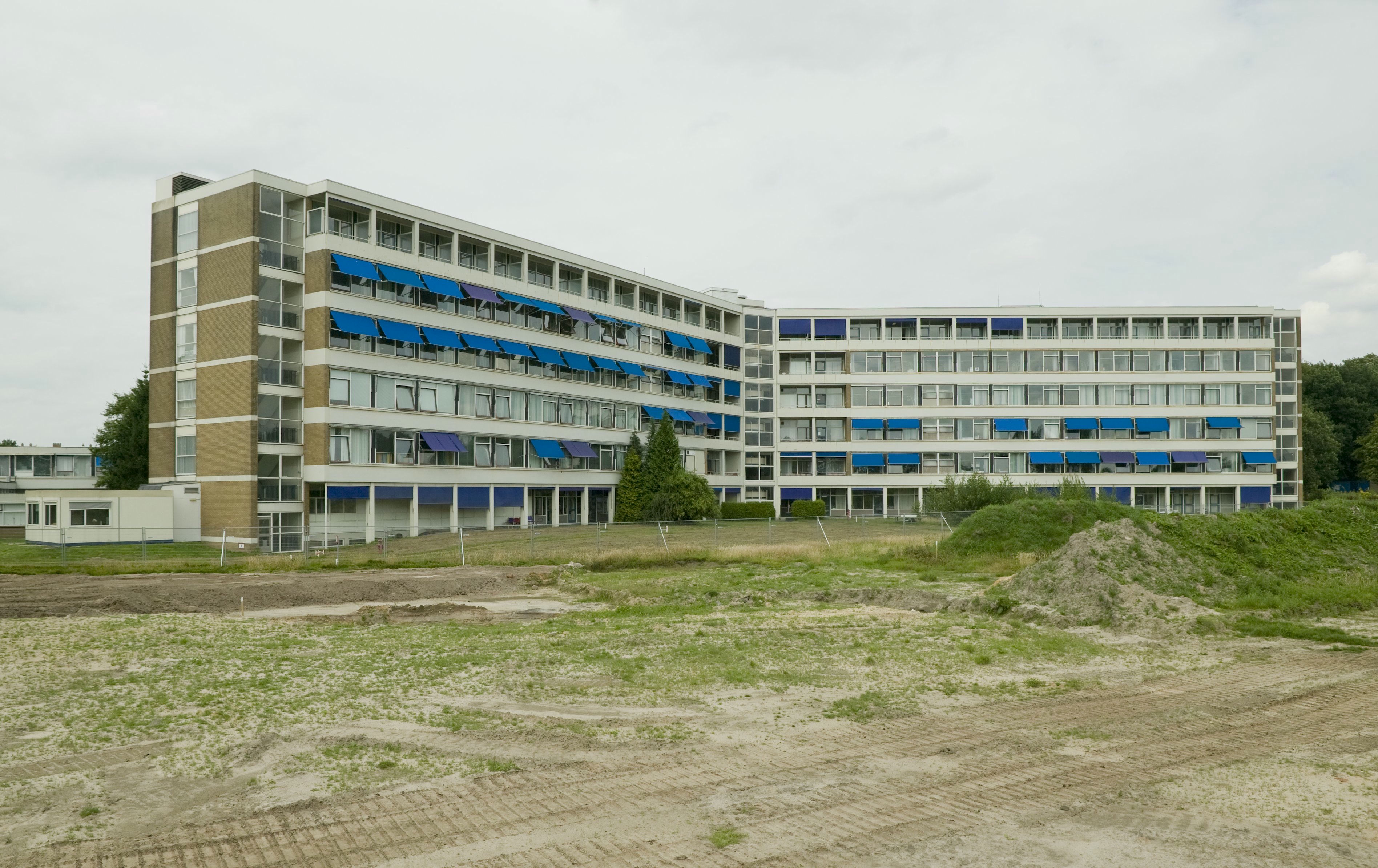
De zuidzijde van het voormalige Diakonessenhuis aan de Van Ketwich Verschuurlaan (2002)

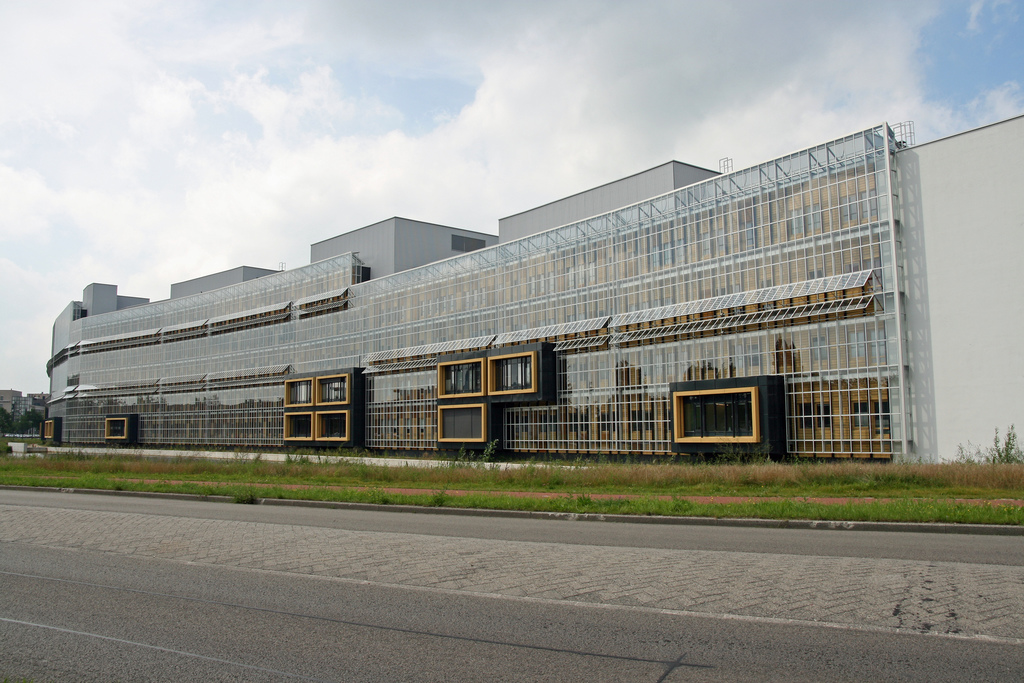
Het nieuwe Martini Ziekenhuis in 2008

Het Diakonessenhuis was een diaconessenhuis in de Nederlandse stad Groningen, opgericht in 1887. Het Diakonessenhuis fuseerde in 1991 met het Rooms Katholiek Ziekenhuis tot het Martini Ziekenhuis.

## Geschiedenis
In 1863 werd door een aantal vermogende, christelijke dames in Groningen een naaischool opgericht aan de Haddingestraat. Zij hielden zich naast de school bezig met armenzorg. In 1874 werd besloten de school op te heffen en werd door de stichters in het pand een asyl voor zieken en zwakken ingericht. Op advies van dominee De Geer richtten ze een vereniging op, in 1884 werd deze door koning Willem III als rechtspersoon erkend. Enkele jaren later, in 1887, werd door het bestuur een Diakonessenhuis gesticht. Uit de statuten blijkt dat men zich vanaf dat moment niet meer alleen richtte op verpleging van zieken, door diaconessen, maar ook op opleiden van jonge dames tot verpleegkundige.
In 1887 werd het gebouw aan de Haddingestraat verbouwd en uitgebreid, waarna op 24 november 1887 officieel het Diakonessenhuis in gebruik kon worden genomen. Het bestuur, waartoe nu ook enkele heren behoorden, bestond nog voor een groot deel uit de dames die jaren eerder de naaischool hadden gesticht. Naast verpleging in het ziekenhuis, boden de diakonessen ook thuisverpleging.
Wegens ruimtegebrek -  er konden maar zo'n 6 patiënten worden opgenomen - werd in 1890 besloten een nieuw gebouw te laten plaatsen. Hiervoor werd een stuk grond aangekocht aan de Praediniussingel. Het nieuwe gebouw wordt op 19 april 1893 geopend. Het oude gebouw aan de Haddingestraat werd later dat jaar verkocht.
Het patiëntenbestand groeide en ook het nieuwe ziekenhuis werd al snel te klein. Vanaf 1909 werden diverse andere panden in de stad aangekocht, onder andere om de verpleegkundigen onder te brengen. In 1933 werd gesproken over een nieuw te bouwen ziekenhuis aan de Praediniussingel, maar de ruimte was er te beperkt. In 1939 werd daarom grond gekocht in Helpman, onder anderen van de nazaten van Jan Evert Scholten. Na de uitbraak van de Tweede Wereldoorlog werd de bouw van een nieuw ziekenhuis uitgesteld. In 1948 werd aan de Ubbo Emmiussingel een villa gekocht, die werd ingericht als kraamkliniek; Onder de naam Huize Tavenier is dit gebouw tot 1981 in gebruik gebleven.

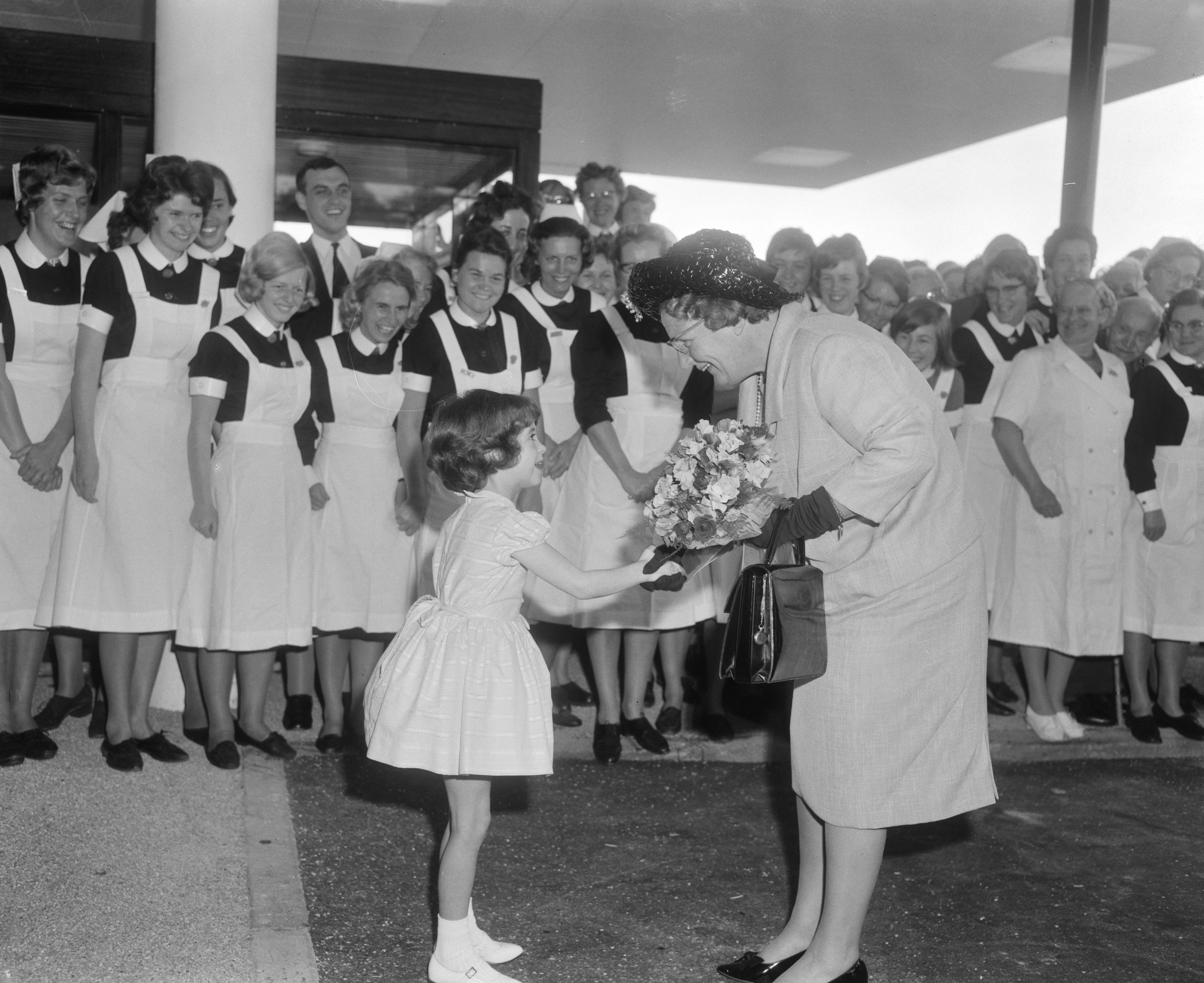
Koningin Juliana in het ziekenhuis op 21 juni 1965

De bouw van een nieuw ziekenhuis liet nog op zich wachten. Pas op 28 mei 1965 werd door commissaris van de Koningin Cees Fock het nieuwe gebouw aan de Van Ketwich Verschuurlaan geopend, een ontwerp van de architect J.P. Kloos. Er was plaats voor 400 patiënten. Alle afdelingen, met uitzondering van de kraamkliniek, verhuisden naar de nieuwe locatie. In 1975 werd de vereniging 'Het Diakonessenhuis' omgezet in een stichting.

### Fusie en verhuizing
In 1991 fuseerde het Diakonessenhuis met het Rooms Katholiek Ziekenhuis (RKZ) aan de Van Swietenlaan tot het Martini Ziekenhuis. In 2007 werden de beide locaties samengevoegd in een nieuw gebouw aan de Van Swietenlaan. Op 12 december 2008 werd het geopend door koningin Beatrix. De locatie aan de Ketwich Verschuurlaan deed daarna een paar jaar dienst als tijdelijke studentenhuisvesting en is vervolgens gesloopt.